# Bill Jennings (Musiker)
William „Bill“ Jennings (* 12. September 1919 in Indianapolis; † 29. November 1978 ebd.) war ein US-amerikanischer Gitarrist des Rhythm & Blues und Soul Jazz.

## Leben und Wirken
Jennings bildete 1937/38 mit seinem Bruder Al Jennings die Gitarrenband Ace, King, and Jack of Spades (kurz The Spades), die Begleitband des Sängers Jerry Daniels war und nach Auftritten in Indianapolis und Cincinnati nach New York City kam. Dort entstanden erste Plattenaufnahmen für das ARC-Label, die jedoch unveröffentlicht blieben. 1946 spielte er bei Stuff Smith, ab 1948 bei Louis Jordans Tympani Five, und 1951 mit Chris Columbus im Trio von Wild Bill Davis, das zum Vorbild für die Trios von Jimmy Smith und Groove Holmes wurde.
Um 1951/52 nahm Jennings erstmals unter eigenem Namen in Quartettbesetzung für das Label Gotham auf („Stompin’ with Bill“); 1953 begleitete er den Bluessänger Roy Brown („Letter from Home“, King 5172). 1954 spielte er in Cincinnati ein erstes Album für King Records ein (Guitar Moods), begleitet vom Leo Parker Quintett. 1954/55 legte er bei King mehrere Singles vor, zunächst die Coleman-Hawkins-Nummer „Stuffy“ (King 4733), außerdem die am R&B orientierten Eigenkompositionen „Big Boy“ (King 45-4760) und „633-Knock!“ (King 4786) sowie die Jazzstandards „Sweet and Lovely“/„They Can’t Take That from Me“ (King 5805).
In den folgenden Jahren arbeitete er in Cincinnati und New York mit Bill Doggett, Earl King, Little Willie John, Etta Jones, Bubber Johnson und Titus Turner, von 1959 bis 1961 in der Working Band von Willis „Gator“ Jackson (Keep On A-Blowin’). 1959 spielte er für Prestige das Album Enough Said ein, an dem Brother Jack McDuff, Wendell Marshall und Alvin Johnson mitwirkten. Er war von 1937 bis 1968 an 64 Aufnahmesessions beteiligt, außer den Genannten auch mit Leo Parker, Hot Lips Page (1952) und Betty Roche (1960).
Nach Auskunft von Pat Martino, der Anfang der 60er sein Nachfolger in der Willis-Jackson-Band wurde, war Jennings von Codein abhängig.

## Würdigung
Stilistisch war Jennings von T-Bone Walker beeinflusst; er adaptiert wie Carl Hogan und Roosevelt „Ham“ Jackson dessen Jump Blues Stil. Nach Ansicht des AllMusic-Autors Michael G. Nastos erinnert sein Spiel an Tiny Grimes, mit Anleihen beim frühen Charlie Christian. John Hammond notierte Anfang der 1950er-Jahre im Down Beat, „Jennings ist sowohl ein erstaunlich natürlicher Showman als auch ein großartiger Instrumentalist.“ Nach Ansicht von B. B. King war Bill Jennings’ Gitarrenspiel sowohl in technischer als auch in rhythmischer Hinsicht anspruchsvoll. Jennings war Linkshänder. Der Rock-’n’-Roll-Pionier Chuck Berry soll von Carl Hogan (der ebenfalls bei Louis Jordan spielte) und Bill Jennings beeinflusst sein.

## Diskographische Hinweise
- The Bill Jennings – Leo Parker Quintet: Billy in The Lion's Den (King, 1957)
- The Complete Early Recordings 1951–1957 (Fresh Sound Records[14]), mit Leo Parker, Willis Jackson, Bill Doggett, James Orville Johnson, Andrew Johnson, Jack Wilson, Albert „Al“ Jennings, Joe Williams, Jimmy Glover, George DeHart, Alvin Johnson, Nita Lore
- Mood Indigo (King, 1956) mit Al Jennings (Vibraphon)
- Enough Said! (Prestige, 1959)
- Willis Jackson Quintet: Please Mr. Jackson (Prestige, 1959)
- Bill Jennings With Jack McDuff: Glide On (Prestige, 1960), mit Wendell Marshall, Alvin Johnson, Al Jennings
- Jack McDuff With Bill Jennings: Brother Jack (Prestige, 1960)
- Willis Jackson, Trudy Pitts & Wild Bill Jennings: Star Bag (Prestige, 1968), mit Trudy Pitts, Jimmy Lewis, Bobby Donaldson, Victor Allende